# 小沢浩一
小沢 浩一（おざわ こういち、1967年1月14日 - ）は、島根県出身の元プロ野球選手（内野手）。

## 来歴・人物
松江農林高から社会人野球の三菱自動車水島を経て、1987年のプロ野球ドラフト会議で読売ジャイアンツから4位指名され入団。契約金、年俸はそれぞれ5,500万円、550万円（いずれも推定）だった。
2年目の1989年に四條稔らとともにカリフォルニアリーグに派遣され、バイセイリア・オークスで24試合に出場し打率.286の成績を残した。1993年は開幕一軍入りを果たし4月13日の対中日戦で一軍初出場を果たしたが、4月20日に登録を抹消された。一軍出場はこの1試合のみで、翌1994年に現役を引退した。
2020年6月27日、巨人とOBスカウトとしての契約を締結。島根エリアの有望選手の情報を巨人に提供する役割を担う。
夫人は元モデルで11PMのカバーガールも務めた渡辺利絵。

## 詳細情報

### 年度別打撃成績
| 年 度     | 球 団     | 試 合 | 打 席 | 打 数 | 得 点 | 安 打 | 二 塁 打 | 三 塁 打 | 本 塁 打 | 塁 打 | 打 点 | 盗 塁 | 盗 塁 死 | 犠 打 | 犠 飛 | 四 球 | 敬 遠 | 死 球 | 三 振 | 併 殺 打 | 打 率 | 出 塁 率 | 長 打 率 | O P S |
| --------- | --------- | ----- | ----- | ----- | ----- | ----- | -------- | -------- | -------- | ----- | ----- | ----- | -------- | ----- | ----- | ----- | ----- | ----- | ----- | -------- | ----- | -------- | -------- | ----- |
| 1993      | 巨人      | 1     | 1     | 1     | 0     | 0     | 0        | 0        | 0        | 0     | 0     | 0     | 0        | 0     | 0     | 0     | 0     | 0     | 0     | 0        | .000  | .000     | .000     | .000  |
| 通算：1年 | 通算：1年 | 1     | 1     | 1     | 0     | 0     | 0        | 0        | 0        | 0     | 0     | 0     | 0        | 0     | 0     | 0     | 0     | 0     | 0     | 0        | .000  | .000     | .000     | .000  |

### 記録
- 初出場：1993年4月13日、対中日ドラゴンズ1回戦（ナゴヤ球場）、6回表に桑田真澄の代打として出場

### 背番号
- 45 （1988年 - 1994年）